# Оренбургский военный округ

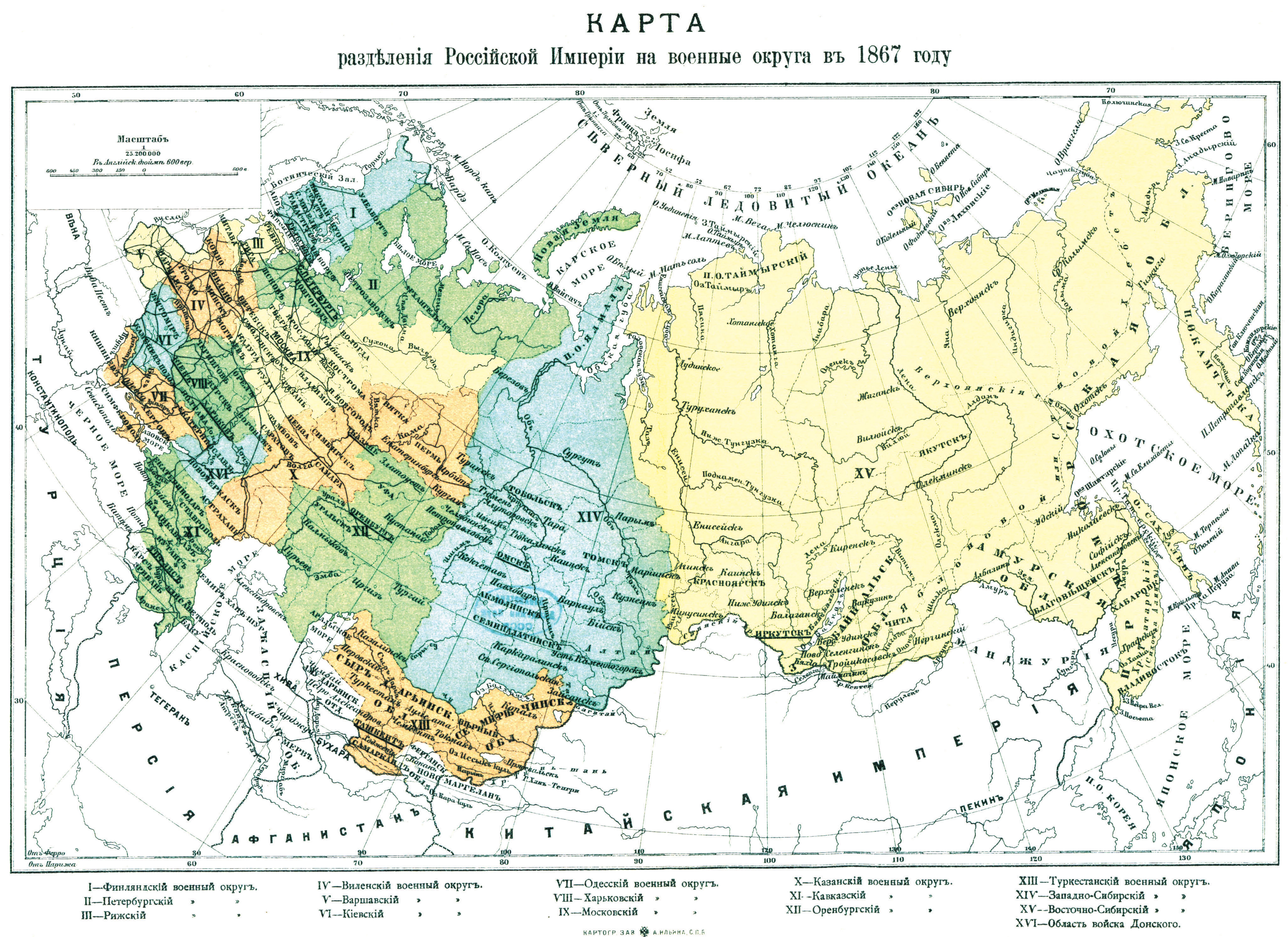
Карта разделения Российской империи на военные округа, в 1867 году.

Оренбургский военный округ — административное и территориальное формирование (военный округ) Вооружённых Сил Российской империи.
Оренбургский округ был сформирован в 1865 году и включал в себя Оренбургскую, Уфимскую и Самарскую губернии, а также Уральскую и Тургайскую области. В 1881 году в соответствии с новой военной реформой округ был упразднён, а его формирования и территория вошли в состав Казанского округа.

## История
В 1734 году по проекту обер-секретаря Сената И. К. Кирилова была образована Оренбургская экспедиция, ведавшая борьбой с набегами киргиз-кайсаков и бунтами в Волжско-Уральском регионе. Первым её мероприятием стало основание крепости Оренбург (Орск) у слияния Ори и Яика в 1735 году. Этим было положено начало строительства цепи укреплений в 1736—1742 годах, ставших протяжёнными линиями от крепости Звериноголовской на Тоболе, до Гурьева при впадении Яика в Каспийское море: Уйской (Верхней Уйской, Нижней Уйской) — по реке Уй; Оренбургской (Верхней Яицкой, Нижней Яицкой) по реке Яик; Самарской — от Волги до Яика; Сакмарской — по реке Сакмара.
При Павле Петровиче в 1797 году была образована военно-административная единица оренбургская инспекция, наряду с 13-ю аналогичными инспекциями в других районах Российской империи. Во главе каждой инспекции назначался генеральный инспектор. Он не являлся командующим войсками, так как в его ведение входило лишь наблюдение за правильностью боевой и строевой подготовки войск, рациональностью их пополнения и так далее. Общий характер инспекционной организации войск был несколько сходен с позднейшей системой военных округов. В 1808 году оренбургская инспекция была упразднена.
В русской артиллерии по штату 1809 года все крепости и места, где должны были находиться гарнизонные артиллерийские роты или их части (полуроты, четверть роты) были подразделены на 10 артиллерийских округов: С.-Петербургский, Старофинляндский, Новофинляндский, Лифляндский, Киевский, Южный, Астраханский, Кавказский, Оренбургский и Сибирский. 
А с 1816 года по 1864 год в составе русской армии был Отдельный Оренбургский корпус. 
6 августа 1864 года Оренбургский корпус был переименован в Войска Оренбургского края, которые затем, в ходе военно-окружной реформы Д. А. Милютина, были 6 августа 1865 года расформированы в связи с образованием Оренбургского военного округа.
В 1881 году в соответствии с новой военной реформой Оренбургский округ был упразднён, а его формирования и территория вошли в состав Казанского округа.

## Состав округа
- управление;
- военно-окружный суд (с 1878 по 1881 год)[8];
- Оренбургский военно-топографический отдел;
- Оренбургский военный госпиталь;
- местные войска и крепости (крепостные районы);
- и так далее.

## Командующий войсками
Обычно командующий войсками округа одновременно занимал должность Оренбургского генерал-губернатора (должность учреждена 09.02.1865 года, упразднена 11.07.1881 года):
- 06.08.1865 — 30.03.1881 — генерал-адъютант, генерал от артиллерии Николай Андреевич Крыжановский[9];
- 06 — 25.09.1880 — временно командующий войсками, генерал-майор Свиты князь Григорий Сергеевич Голицын[10].